# Enes Ünal
Enes Ünal (Osmangazi, província de Bursa, 10 de maio de 1997) é um futebolista turco que atua como centroavante. Atualmente joga no Bournemouth, emprestado pelo Getafe.

## Carreira

### Bursaspor
Estreou pelo Bursaspor em 1 de agosto de 2013, no empate por 2–2 contra o Vojvodina, pela Terceira pré-eliminatória da Liga Europa. 
Em 25 de agosto de 2013, marcou seu primeiro gol como profissional no empate por 1–1 contra o Galatasaray, Ünal se tornou o jogador mais jovem a marcar um gol pela Süper Lig, com a idade de 16 anos e 107 dias.

### Manchester City
Em 7 de julho de 2015, o Manchester City anunciou a contratação do Enes Ünal por 2 milhões de libras.
Em 31 de julho de 2015, Manchester City anuncia o empréstimo do Ünal para o Genk por duas temporadas.

### Genk
Estreou em 7 de agosto de 2015, no empate por 0–0 contra o SV Zulte-Waregem. Em 23 de setembro de 2015, marcou seu primeiro gol pelo Genk na vitória por 5–2 sobre o Dessel Sport.

### NAC Breda
Em 19 de fevereiro de 2016, estreou e marcou seu primeiro gol pelo NAC Breda na vitória por 5–0 sobre o Fortuna Sittard pela Jupiler League. Marcou seu primeiro hat-trick da carreira em 11 de abril de 2016, na vitória por 4–1 sobre o Telstar.

### Twente
Estreou pelo Twente em 14 de agosto de 2016, na derrota por 2–0 contra o Feyenoord pela Eredivisie de 2016–17. Em 21 de agosto de 2016, marcou seu segundo hat-trick na carreira, na vitória por 4–3 sobre o FC Groningen. Marcou dois gols na vitória por 4–1 sobre o ADO Den Haag.

### Villarreal
Em 30 de maio de 2017, Ünal assinou um contrato de cinco temporadas com o Villarreal, por 14 milhões de euros.

## Seleção Turca
Depois de marcar 25 gols em 24 jogos para o sub-16 da Turquia, ele foi rapidamente promovido ao sub-17, e depois de marcar seu primeiro gol profissional em 2013 foi convidado a juntar-se ao sub-21 da Turquia, com apenas 16 anos de idade. Em 5 de setembro de 2013, estreou e marcou seu primeiro gol pela Turquia sub-21 na vitória por 4–0 contra a Malta.
Estreou pela seleção principal em 31 de março de 2015, na vitória por 2–1 contra o Luxemburgo.
Enes Ünal fez parte do elenco da Seleção Turca na disputa da Eurocopa de 2020.

## Estatísticas
Atualizado até 19 de maio de 2018.

### Clubes
| Equipe            | Temporada         | Campeonato nacional | Campeonato nacional | Copa nacional | Copa nacional | Competições continentais | Competições continentais | Total | Total |
| Equipe            | Temporada         | Jogos               | Gols                | Jogos         | Gols          | Jogos                    | Gols                     | Jogos | Gols  |
| ----------------- | ----------------- | ------------------- | ------------------- | ------------- | ------------- | ------------------------ | ------------------------ | ----- | ----- |
| Bursaspor         | 2013–14           | 16                  | 3                   | 5             | 3             | 2                        | 0                        | 23    | 6     |
| Bursaspor         | 2014–15           | 19                  | 1                   | 10            | 0             | 2                        | 0                        | 31    | 1     |
| Bursaspor         | Total             | 35                  | 4                   | 15            | 3             | 4                        | 0                        | 54    | 7     |
| Genk              | 2015–16           | 12                  | 1                   | 2             | 1             | –                        | –                        | 14    | 2     |
| Genk              | Total             | 12                  | 1                   | 2             | 1             | –                        | –                        | 14    | 2     |
| NAC Breda         | 2015–16           | 11                  | 8                   | 3             | 0             | –                        | –                        | 14    | 8     |
| NAC Breda         | Total             | 11                  | 8                   | 3             | 0             | –                        | –                        | 14    | 8     |
| Twente            | 2016–17           | 27                  | 15                  | 1             | 1             | –                        | –                        | 28    | 16    |
| Twente            | Total             | 27                  | 15                  | 1             | 1             | –                        | –                        | 28    | 16    |
| Villarreal        | 2017–18           | 23                  | 6                   | 3             | 0             | 5                        | 0                        | 31    | 6     |
| Villarreal        | Total             | 23                  | 6                   | 3             | 0             | 5                        | 0                        | 31    | 6     |
| Levante           | 2017–18           | 7                   | 1                   | 0             | 0             | –                        | –                        | 7     | 1     |
| Levante           | Total             | 7                   | 1                   | 0             | 0             | –                        | –                        | 7     | 1     |
| Total na carreira | Total na carreira | 115                 | 35                  | 24            | 5             | 9                        | 0                        | 148   | 40    |

### Seleção Turca
Expanda a caixa de informações para conferir todos os jogos deste jogador, pela sua seleção nacional.
Sub-17
|     | Data                   | Local                               | Resultado | Adversário       | Gol(s) | Competição                |
| --- | ---------------------- | ----------------------------------- | --------- | ---------------- | ------ | ------------------------- |
| 1.  | 28 de novembro de 2012 |                                     | 3–4       | Portugal         | 0      | Copa Nike 2012            |
| 2.  | 30 de novembro de 2012 |                                     | 1–4       | Estados Unidos   | 1      | Copa Nike 2012            |
| 3.  | 2 de dezembro de 2012  |                                     | 2–6       | Brasil           | 0      | Copa Nike 2012            |
| 4.  | 14 de novembro de 2013 | Shamrock Park, Portadown            | 2–2       | Luxemburgo       | 1      | Elim. Europeu Sub-17 2014 |
| 5.  | 16 de novembro de 2013 | Solitude, Belfast                   | 1–0       | Letónia          | 1      | Elim. Europeu Sub-17 2014 |
| 6.  | 19 de novembro de 2013 | Stangmore Park, Dungannon           | 2–0       | Irlanda do Norte | 1      | Elim. Europeu Sub-17 2014 |
| 7.  | 25 de março de 2014    | Pampeloponnisiako, Patras           | 3–2       | Noruega          | 2      | Elim. Europeu Sub-17 2014 |
| 8.  | 27 de março de 2014    | Panahaiki, Patras                   | 1–0       | Grécia           | 1      | Elim. Europeu Sub-17 2014 |
| 9.  | 30 de março de 2014    | Pampeloponnisiako, Patras           | 0–0       | Polónia          | 0      | Elim. Europeu Sub-17 2014 |
| 10. | 9 de maio de 2014      | Ta' Qali National Stadium, Ta' Qali | 2–3       | Países Baixos    | 1      | Europeu Sub-17 2014       |
| 11. | 12 de maio de 2014     | Gozo Stadium, Xewkija               | 1–4       | Inglaterra       | 1      | Europeu Sub-17 2014       |
| 12. | 15 de maio de 2014     | Ta' Qali National Stadium, Ta' Qali | 4–0       | Malta            | 0      | Europeu Sub-17 2014       |

Sub-19
|    | Data                  | Local                            | Resultado | Adversário | Gol(s) | Competição                |
| -- | --------------------- | -------------------------------- | --------- | ---------- | ------ | ------------------------- |
| 1. | 28 de maio de 2014    | Carlisle Grounds, Dublin         | 1–1       | Sérvia     | 0      | Elim. Europeu Sub-19 2014 |
| 2. | 30 de maio de 2014    | Tallaght Stadium, Dublin         | 2–1       | Irlanda    | 1      | Elim. Europeu Sub-19 2014 |
| 3. | 2 de junho de 2014    | UCD Bowl, Dublin                 | 4–3       | Islândia   | 1      | Elim. Europeu Sub-19 2014 |
| 4. | 7 de outubro de 2014  | SC Hrvatskih vitezova, Dugopolje | 7–3       | Islândia   | 4      | Elim. Europeu Sub-19 2015 |
| 5. | 9 de outubro de 2014  | Gradski stadion, Nikšić          | 0–0       | Estónia    | 0      | Elim. Europeu Sub-19 2015 |
| 6. | 12 de outubro de 2014 | Šubicevac, Šibenik               | 0–0       | Croácia    | 0      | Elim. Europeu Sub-19 2015 |

Seleção Principal
|    | Data                 | Local                          | Resultado | Adversário | Gol(s) | Competição               |
| -- | -------------------- | ------------------------------ | --------- | ---------- | ------ | ------------------------ |
| 1. | 31 de março de 2015  | Stade Josy Barthel, Luxemburgo | 2–1       | Turquia    | 0      | Amistoso                 |
| 2. | 31 de agosto de 2016 | Antalya Arena, Antália         | 0–0       | Rússia     | 0      | Amistoso                 |
| 3. | 6 de outubro de 2016 | Torku Arena, Cônia             | 2–2       | Ucrânia    | 0      | Elim. Copa do Mundo 2018 |

## Títulos

### Prêmios individuais
- Equipe do torneio do Campeonato Europeu Sub-17 de 2014
- 40 jovens promessas do futebol mundial de 2014 (The Guardian)[12]
- 38º melhor jogador sub-21 de 2016 (FourFourTwo)[13]